# Ariana Grande at the BBC
Ariana Grande at the BBC – specjalny program muzyczny brytyjskiej stacji telewizyjnej BBC z gościnnym udziałem amerykańskiej piosenkarki i autorki tekstów Ariany Grande. Artystka wykonała w nim trzynaście utworów pochodzących ze swojego repertuaru, a także udzieliła wywiadu wraz z Daviną McCall. Specjał został ogłoszony 31 sierpnia 2018 roku, nagrany 6 września oraz wyemitowany na kanale BBC One w czwartek, 1 listopada. 19 grudnia audycja ta miała również premierę we Francji.

## Przebieg
Grande wystąpiła na scenie z następującymi nagraniami, wraz z akompaniamentem żeńskiej orkiestry:
- "No Tears Left to Cry"
- "Dangerous Woman"
- "Breathin"
- "Goodnight n Go"
- "R.E.M"
- "Only 1"
- "God Is a Woman"
- "Love Me Harder"
- "One Last Time"

Podczas nagrań, piosenkarka wykonała także "Better Off", "Pete Davidson", "Get Well Soon" oraz cover utworu "Them Changes" amerykańskiego muzyka Thundercata, jednakże nie zostały one ukazane w wersji oryginalnej, a w jej emisjach na całym świecie, gdzie urywki wywiadu zostały ostatecznie wycięte.
Podczas wywiadu, Grande i McCall przeprowadziły dyskusje na takie tematy, jak atak terrorystyczny w Manchester Arenie, mający miejsce w maju 2017 roku, czwarty album studyjny artystki, Sweetener, a także jej borykanie się ze zdrowiem psychicznym.

## Oglądalność i przyjęcie
Według statystyk zamieszczonych przez BBC, program został obejrzany przez liczbę ponad 1.4 mln widzów. Adam White z The Telegraph ocenił audycję na cztery z pięciu gwiazdek.